# Autosoma
Si definisce autosoma un cromosoma che non contiene informazioni genetiche specifiche alla caratterizzazione sessuale dell'individuo. Si tratta di un cromosoma solitamente presente in duplice copia negli individui di entrambi i sessi. 
Nel genoma umano, ad esempio, sono presenti 22 coppie di autosomi, mentre X ed Y sono cromosomi che contengono loci genici che potrebbero influire nella determinazione sessuale e vengono quindi definiti eterosomi.